# Mahtab Gholizadeh
Mahtab Gholizadeh (persa: مهتاب قلیزاده, romanizado: Mahtâb Qolizâde; nacida el 6 de abril de 1988 en Garmsar) es una periodista iraní, que trabaja especialmente en macroeconomía, economía política y derechos de la mujer. Ha trabajado como periodista en varios periódicos iraníes, como Hayat-e-No, Shargh y Etemad. Actualmente trabaja como periodista independiente. Fue detenida por acusaciones contra el régimen iraní en diciembre de 2021 y puesta en libertad provisional bajo fianza de 10 000 millones de liras iraníes. El régimen iraní también le ha impedido salir del país.

## Detención
El 7 de agosto de 2021, agentes de los Cuerpos de la Guardia Revolucionaria Islámica entraron por la fuerza en casa de Mahtab Gholizadeh. Investigaron el apartamento y se apoderaron de su pasaporte, teléfono móvil, ordenador portátil, grabadora, agenda, disco duro externo y notas. Al mismo tiempo, la citaron ante el tribunal judicial de Evin. Posteriormente, fue interrogada varias veces en la oficina del Cuerpo de la Guardia Revolucionaria Islámica. Finalmente, fue detenida con las acusaciones de "propaganda contra el Estado", "poner en peligro la seguridad nacional" por mantener entrevistas con medios de comunicación extranjeros, y "difundir la corrupción y la prostitución" por su empeño en conseguir el permiso de entrada de mujeres iraníes en estadios deportivos. Fue puesta en libertad provisional con una fianza de 10.000 millones de liras iraníes.